# Кажимеж I Обновител
Кажимеж I Обновител (на полски: Kazimierz I Odnowiciel; * 25 юли 1016, Краков; † 19 март 1058, Познан) е крал на Полша от 1040 до 1058 г.

## Живот
Кажимеж I е син на Mешко II, крал на Полша, и Рихеза Лотарингска († 1063), дъщеря на рейнския пфалцграф, най-възрастната дъщеря на лотарингския пфалцграф Ецо и Матилда Саксонска, дъщеря на император Ото II и Теофано. По бащина линия той е внук на Болеслав I Храбри. Кажимеж I е брат на Гертруда, омъжена за Изяслав I, велик княз на Киевска Рус, и на Рихеза, омъжена за по-късния унгарски крал Бела I.
Смъртта на баща му през 1034 г. хвърля страната в тежка социално-политическа криза. Големите аристократи и духовници вдигат бунт против княза и майка му, и ги изгонват от страната. В Полша започва борба между шляхтата и селяните, въведената християнска вяра навлиза в упадък, населението страда от разбойниците и общото беззаконие, държавната власт е запазена само в градовете. Селското въстание от 1037 – 1038 г. по своя размах е едно от най-големите народни въстания от това време. От Полша се отделят Померания и Мазовия, където се утвърждават местни династии. Разклатени са самите основи на полската държава. Последният удар е нашествието през 1038 г. на чешкия княз Бретислав I, който завладява Гнезно, изнася мощите на Свети Адалберт и отново присъединява Силезия към владенията на чешката корона.
Кажимеж отначало живее в Унгария при крал Ищван I, а след това при майка си в Херцогство Саксония. Опасявайки се от възстановяване на езичеството в Полша и от подчинението ѝ на Чехия, на помощ на Кажимеж идва император Хайнрих III. С помощта на германските войски на Конрад II през 1039 г., Кажимеж си възвръща властта в Полша. Селското въстание е потушено, аристократите са умиротворени. Но за помощта на императора князът е принуден да плати висока цена – Полша признава сюзеренитета на Свещената Римска империя.
През 1042 г. Кажимеж се жени за сестрата на Великия княз на Киев Ярослав, Мария Добронега. С помощта на руските войски Кажимеж успява да възстанови властта на Полша над Мазовия през 1047 г. Позицията на императора обаче не позволява на княза да си върне Поморието – само Източна Померания признава властта на Полша, а Западна Померания остава част от империята. През 1054 г. на полската държава, с цената на плащане на данък на Чехия, е върната Силезия.
Вътре в държавата Кажимеж се опитва да издигне авторитета на княжеската власт и да спомогне за утвърждаването на християнската вяра чрез построяването на църкви и манастири. Резултатът от управлението на Кажимеж I е възстановяване на държавата, за което обаче Полша временно губи независимостта си.
- Княз Кажимеж се завръща в Полша, автор: Войчех Герсон
- Кажимеж иска обратно кралската корона от императора, автор: Франтишек Смуглевич
- Крал Кажимеж

## Деца
Кажимеж и Мария Добронега имат децата
- Болеслав II Щедри (1042 – 1081), княз и крал на Полша (1058 – 1079)
- Владислав I Херман (1043 – 1102), княз на Полша (1079 – 1102)
- Мешко (16 април 1045 – 6 декември 1065)
- Светослава-Сватава (1048 – 1 септември 1126), омъжена (1062) за Вратислав II, крал на Чехия